# El Buste
El Buste es un municipio de España, en la provincia de Zaragoza, situado en la comarca de Tarazona y el Moncayo , Comunidad Autónoma de Aragón. Tiene un área de 7,73 km² con una población de 64 habitantes (INE 2023) y una densidad de 8,6 hab/km².

## Toponimia
El nombre de El Buste tiene tres hipótesis: una íbera, otra celtíbera y otra latina. La primera supone un derivada de basti, la segunda bouston y la tercera derivada del latín bustum, que significa vacada.

## Geografía
Se encuentra situado a 750 m s. n. m., a 76 km de Zaragoza, a 13,6 km de Tarazona, capital de la comarca de Tarazona y el Moncayo y a 12,6 km de Borja, capital de la comarca vecina de Campo de Borja. El Camino de Santiago de Soria, también llamado Castellano-Aragonés, pasa por la localidad.
Su término municipal limita con Tarazona y Borja.

## Historia
La referencia más antigua del pueblo es de 1382, sobre un documento, de que el pueblo dependía de Tarazona, aunque el pueblo empezó siendo una vereda y corregimiento de la capital turiasionense.
La Iglesia fue construida sobre el siglo XII con románico tardío aunque fue ampliada en el siglo XVIII con toques barrocos y renacentistas.
El 14 de marzo de 1972 el pueblo estuvo al borde del desastre a causa del Accidente aéreo de El Buste ocurrido a escasos 100 metros del pueblo.

## Demografía
El Buste cuenta con una población de 59 habitantes (INE 2024).
| Gráfica de evolución demográfica de El Buste entre 1842 y 2021                                                      |
| |
| Población de derecho según los censos de población del INE Población de hecho según los censos de población del INE |

## Administración y política
| Período   | Alcalde                  | Partido |  |
| --------- | ------------------------ | ------- |  |
| 1979-1983 | Jesús Abián Gil          | UCD     |  |
| 1983-1987 |                          | PAR     |  |
| 1987-1991 |                          | PSOE    |  |
| 1991-1995 |                          | PSOE    |  |
| 1995-1999 |                          | PSOE    |  |
| 1999-2003 |                          | PSOE    |  |
| 2003-2007 | Andrés Sanz Usón         | PSOE    |  |
| 2007-2011 | Jesús Villalba Chueca    | PP      |  |
| 2011-2015 | Joaquín Gil Barceló      | PSOE    |  |
| 2015-2019 | José Ángel Villalba Ruiz | PP      |  |
| 2019-2024 | José Ángel Villalba Ruiz | PP      |  |

| Partido político    | Partido político                                                    | 1979   | 1983   | 1987   | 1991   | 1995   | 1999   | 2003   | 2007   | 2011   | 2015   | 2019   |
| Partido político    | Partido político                                                    | Ediles | Ediles | Ediles | Ediles | Ediles | Ediles | Ediles | Ediles | Ediles | Ediles | Ediles |
|                     | Partido Popular de Aragón (PP)                                      | —      | —      | —      | 0      | 0      | 1      | 1      | 1      | 1      | 2      | 2      |
|                     | Partido de los Socialistas de Aragón (PSOE-Aragón)                  | —      | 2      | 3      | 3      | 4      | 3      | 4      | 0      | 2      | 1      | 1      |
|                     | Partido Aragonés (PAR)                                              | —      | 3      | —      | 2      | 1      | 1      | —      | 0      | 0      | —      | —      |
|                     | Unión de Centro Democrático (UCD)-Centro Democrático y Social (CDS) | 5      | 0      | 1      | —      | —      | —      | —      | —      | —      | —      | —      |
|                     | Organización Revolucionaria de Trabajadores (ORT)                   | 0      | —      | —      | —      | —      | —      | —      | —      | —      | —      | —      |
| Total de concejales | Total de concejales                                                 | 5      | 5      | 4      | 5      | 5      | 5      | 5      | 1      | 3      | 3      | 3      |

## Cultura

### Fiestas y tradiciones
El primer miércoles de mayo se celebra una romería a la ermita de San Roque, en las que se llevan las reliquias de los santos desde la ermita hasta la iglesia, durante la romería los danzantes hacen el paloteado. El 29 de junio en una segunda romería llevan a la ermita las reliquias, hasta el día 15 de agosto, que las vuelven a bajar en una tercera romería, hasta final de año.
A partir del 16 de agosto se celebran las fiestas en honor a San Roque. Además se festeja a Nuestra Señora la Virgen del Buste. 

### Patrimonio

Vista panorámica desde El balcón de El Buste

- Iglesia de la Purísima Concepción
- Ermita de San Roque